# Louis Wain
Louis William Wain (5. srpna 1860 Londýn - 4. července 1939 Hertfordshire) byl anglický malíř a kreslíř, známý především pro své výtvarné práce, obsahující tematiku zvířat, především koček, které ztvárnil jako antropomorfizované, naturalistické či abstraktní, často se šklebící v rozličných grimasách, ve kterých obzvláště anglická veřejnost nalezla značné zalíbení. V 57 letech jej ovšem postihla závažná duševní porucha, spojená s úmrtím jeho matky. I přes své úspěchy se velmi často potýkal s chudobou.

## Životopis
Narodil se roku 1860 v londýnském Clerkenwellu, jako nejstarší z dětí a jediný syn v rodině obchodníka s tkaninami a matky pocházející z Francie. Jeho dětství bylo poznamenáno rozštěpem rtu, načež jeho rodičům lékaři výslovně zapověděli školní docházku, přinejmenším do věku deseti let. Školu poté navštěvoval velmi zřídka, daleko více upřednostňoval zádumčivé a samotářské vycházky po londýnských ulicích.
Po určitou dobu vyučoval umění a zveřejňoval své kresby zvěře, krajin a přírody v různých časopisech či novinách. Této činnosti později zanechal a oženil se s Emily Richardsonovou, vychovatelkou vlastní sestry.
Původně se zaměřoval na zobrazení zvířat a krajin v širším pojetí. Roku 1884, ale jeho žena těžce onemocněla karcinomem prsu a tak se ji snažil utěšit a bavit nesčetným množstvím kreseb a maleb koček, karikujících lidské chování (které také studoval) a jejich kocoura Petera. Cvičil jej k mnoha trikům a tak se v jeho tvorbě se začal projevovat zřetelný antropomorfismus. Zvířata se zde smála v širokém úsměvu, nosila lidské oblečení, pila čaj, pokuřovala doutníky, hrála na hudební nástroje a šklebila se. Jeho žena ho v této činnosti podporovala a přesvědčila ho k tomu, aby své práce začal vydávat. Jeho celoživotní dílo tehdy proslulo především díky pohlednicím, plakátům a obrazům, které si anglická veřejnost oblíbila. Navzdory úspěchu byl během života velmi chudý a nemajetný. Příčinou byla především jeho důvěřivost, roztržitost a přílišná skromnost. Mnohokrát se nechal podvést a stávalo se, že své práce neopatřil autorskými právy. Jeho vzrůstající vztah ke kočkám ho přivedl do společností, které se zabývaly ochranou koček i ostatních zvířat. Nakonec se stal předsedou a prezidentem společnosti National Cat Club.
V roce 1906 jeho žena zemřela a tak roku 1907 odjel do New Yorku s vidinou úspěchu. Zde působil především na poli komiksů a různorodých příspěvků v místních časopisech. Byl sice obdivován, ale tisk se mu vysmíval a ponižoval ho, proto se vrátil do Anglie ještě s menším obnosem peněz, než s jakým do New Yorku odjel. Jedním z důvodů neúspěchu byla i nerozvážná investice do nového typu petrolejové lampy. Po jeho návratu s vědomím, že nebude moci podpořit své příbuzné, se dozvěděl, že zemřela i jeho matka, s níž žil většinu svého života. Pod tíhou těchto událostí duševně onemocněl. Jeho řeč se stala nesouvislou, jeho nálady se velmi rychle střídaly, jeho kresby se stávaly čím dále více abstraktními a rovněž nabyl přesvědčení, že promítací soupravy v kině odebírají lidem elektřinu z jejich mozků. Potuloval se po nočním městě a neustále upravoval nábytek ve svém domě, jindy se naopak uzavřel ve vlastním pokoji, kde hodiny psal velmi bizarní spisy. Neznámá duševní porucha se u něj rozvíjela velmi prudce, což se také projevovalo v jeho neobvyklém a občas až násilném chování. Jeho okolí ho popisovalo jako tichého, důvěřivého podivína, který byl příznačný svojí velmi složitou a tím také velmi nesouvislou, rozbíhavou řečí a také obtížemi v rozpoznávání reality od představ. Dosud není známo, kterým onemocněním trpěl, avšak zvažují se především poruchy jako schizofrenie, bipolární afektivní porucha, závažná obsedantně kompulzivní porucha, autismus, vizuální agnózie či toxoplazmóza.
Časem byl převezen do několika psychiatrických léčeben, jako je Bethlem Royal Hospital, ale nakonec ho přijali v Napsbury Hospital poblíž St. Albans v Hertfordshire, severně od Londýna, kde se podařilo konečně ustálit jeho náladovou bipolaritu. V této době jeho práce nabývala natolik vysoké úrovně abstrakce, že se kočky, které zobrazoval, rozbíjely, rozpouštěly a naprosto tříštily v duhových výtryscích, sprškách, spirálách a fraktálech, znázorňujících kočky. Zemřel ve věku 78 let v psychiatrické léčebně.

## Galerie

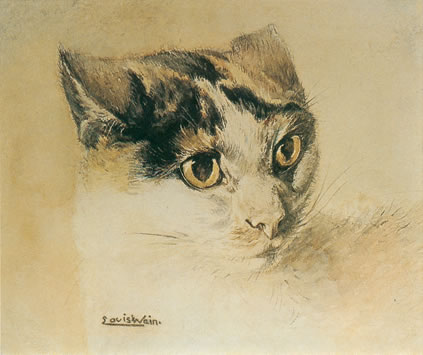
Rané, naturalistické zobrazení kočky domácí.
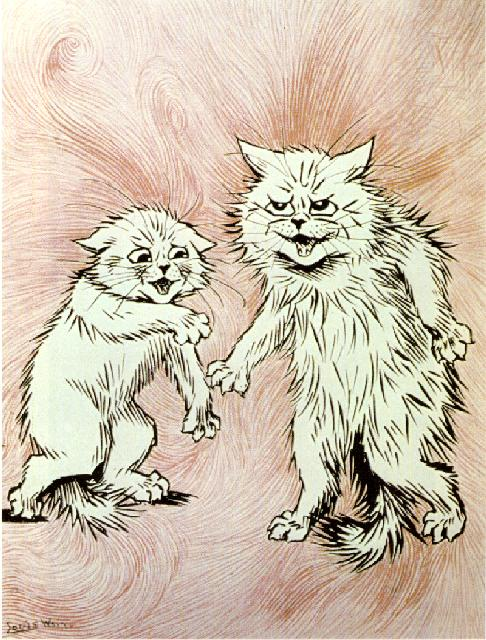
Práce vytvořená při pobytu v Bethlem Royal Hospital.
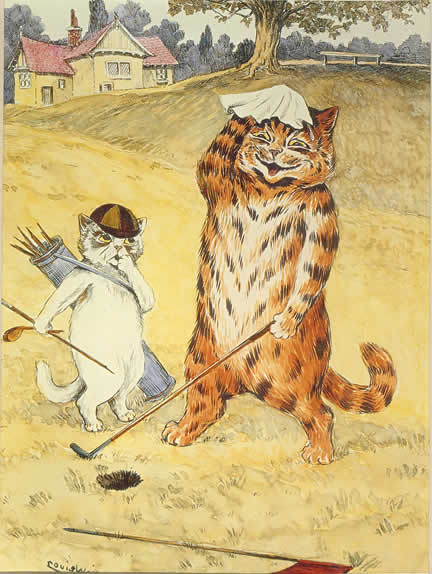
Antropomorfizované kočky.
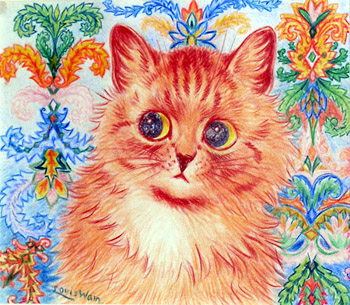
Pozdější Wainovo dílo, které již projevovalo narůstající abstrakci jeho prací.
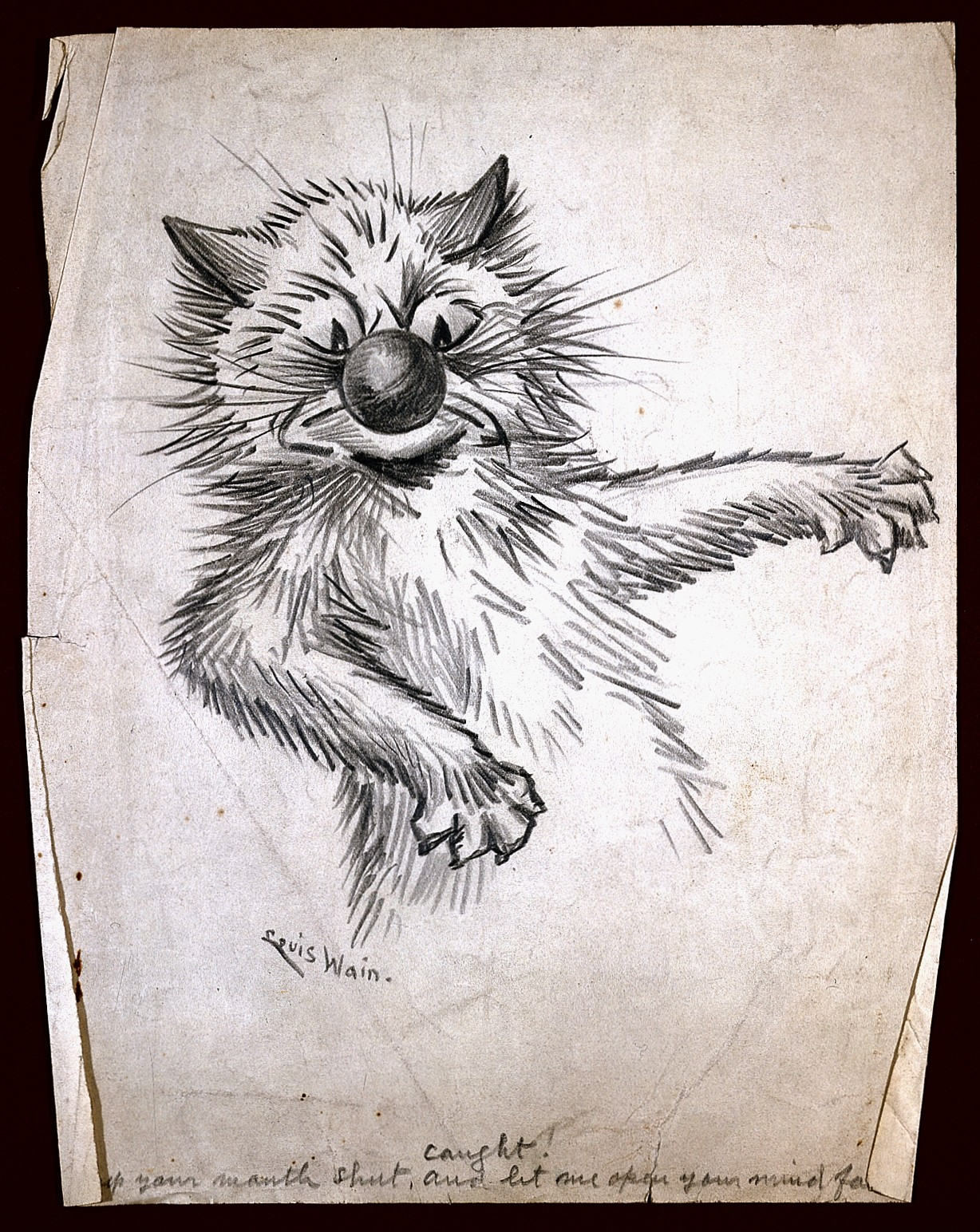